# Пергамська бібліотека
39°07′57″ пн. ш. 27°11′03″ сх. д. / 39.1325° пн. ш. 27.1842° сх. д.
Пергамська бібліотека — одна з найбільших і найвідоміших бібліотек античного світу, що діяла в Пергамі. Заснована царем Євменом II на початку II ст. до н. е., вона була другою за розміром і значенням після Александрійської бібліотеки. Її процвітання тривало до 43 року до н. е., коли книги з бібліотеки вивіз Марк Антоній. Потім Пергамська бібліотека поновила свою діяльність, але вже ніколи не досягала колишньої слави і простояла до IV ст.

## Місто Пергам
Античне місто Пергам (Πέργᾰμον) було розташоване в Анатолії, на західному узбережжі Малої Азії. Тепер на цьому місці знаходиться сучасне турецьке місто Бергама. У III—II ст. до н. е. місто було столицею Пергамського царства під владою династії Атталідів.
За Євмена II, який уклав союз з Римською імперією, Пергам був багатим і розвинутим містом з населенням понад 200 тис. осіб. У культурному відношенні він міг би зрівнятися лише з Александрією та Антіохією. Серед його пам'яток — знаменитий Пергамський вівтар, Асклепіум, храми Афіни та Деметри тощо.

## Архітектура та фонди
Пергамська бібліотека, на відміну від Александрійської, була порівняно скромною. Вона займала тільки одну будівлю, але сплановану для максимальної зручності й найкращого збереження книг. На її території стояли на подіумі бюсти Гомера, Геродота та інших відомих літературних діячів. Бібліотека складалася з чотирьох приміщень: одна слугувала читальним залом і місцем для урочистих заходів, три інших були сховищами сувоїв. Навколо могли розташовуватися скрипторії, де книги переписували. Пергамська бібліотека — це єдина антична бібліотека, про архітектуру якої відомо достеменно.
Закриті шафи з сувоями стояли через невеликі проміжки від стін, щоб забезпечити циркуляцію повітря та перешкодити поширенню плісняви. Читальний зал мав високі вікна, крізь які проникало сонячне світло. Ззовні вони мали козирки, щоб не пропускати дощ. Згідно зі свідченнями з інших місць Малої Азії, найпопулярнішими літературними творами були «Іліада» та «Одіссея» Гомера і твори Еврипіда.

## Історія бібліотеки

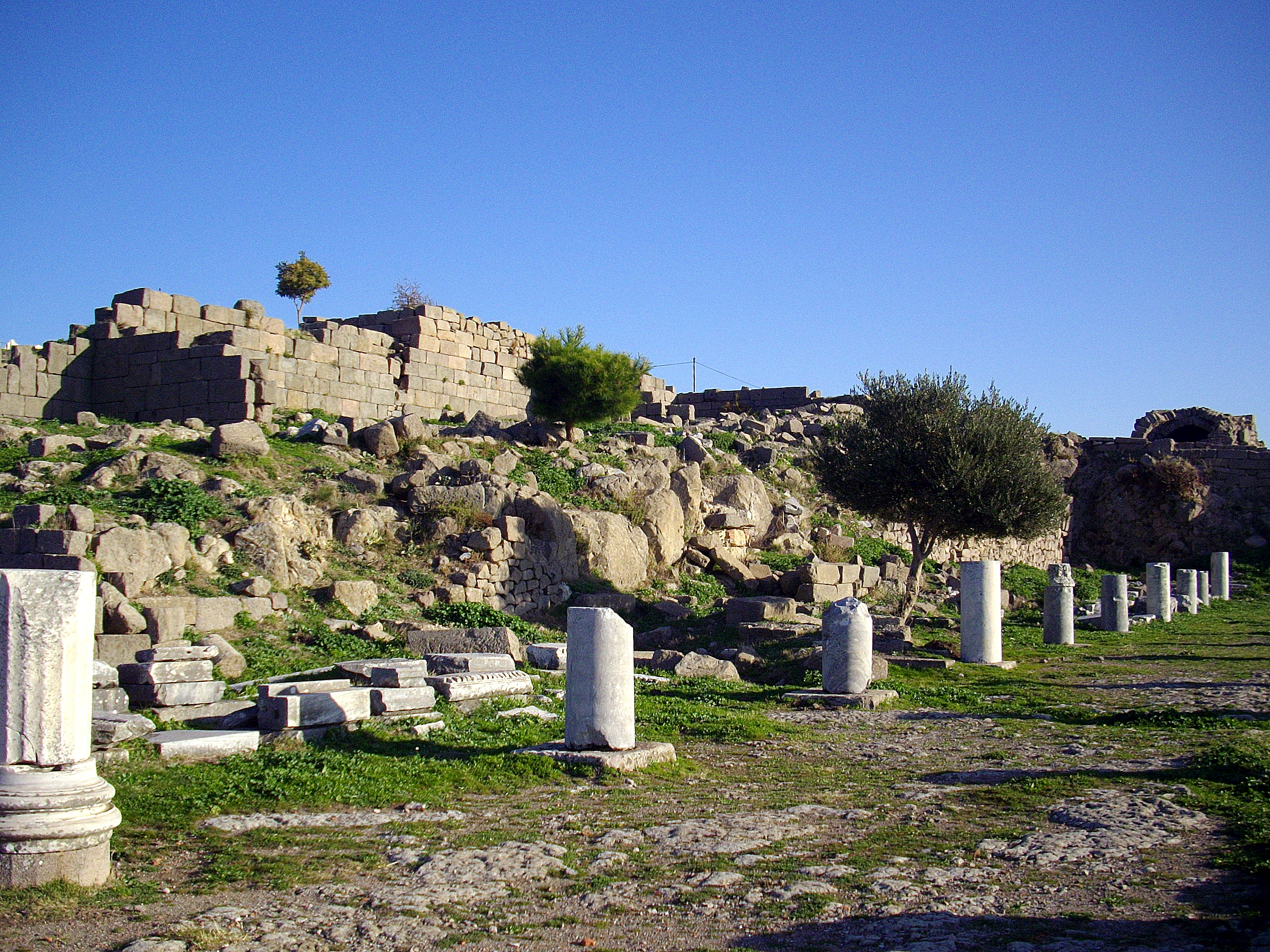
Залишки бібліотеки

Передумовою появи бібліотеки була втеча скарбника Філетера від царя Лісімаха до Селевка. Після загибелі Лісімаха Філетер промовчав про 9 тис. талантів срібла в скарбниці і, замість того щоб передати скарб своєму новому володарю, витратив його на покращення добробуту міста й сусідніх поселень, забезпечивши їм певну незалежність. Філетер, бувши євнухом, усиновив Євмена I й таким чином започаткував династію Атталідів.
Пергамська бібліотека була заснована царем Євменом II і розташовувалася в північній частині Акрополя. Атталіди протегували мистецтву та літературі, щоб компенсувати своє недостатньо шляхетне походження. Євмен II високо поважав літературу та науку та побудував бібліотеку як додаток до храму Афіни, богині мудрості. Його брат Аттал II, а також заможні громадяни Пергама наповнили бібліотеку.
Згідно з Плутархом, у час свого розквіту бібліотека містила 200 тис. книг (сувоїв). За Євмена II головним бібліотекарем був граматик і філософ-стоїк Кратес, який створив перший відомий глобус Землі. Кратет заснував Пергамську граматичну школу — науковий центр, що був головним конкурентом Александрії. Суперництво між Александрійською та Пергамською бібліотеками призвело до того, що обидві намагалися будь-якими способами отримати нові книги. Зокрема правителі вдавалися до конфіскації літератури, тому власники менших бібліотек зумисне їх переховували. Єгипетський цар Птолемей V навіть заборонив продаж у Пергам папірусу, щоб перешкодити написанню нових сувоїв. Це спонукало жителів Пергама збільшити виробництво пергаменту — матеріалу, що отримав назву від їхнього міста.
Близько 144 року до н. е. головний бібліотекар Александрійської бібліотеки, Аристарх, планував отримати посаду в Пергамі після того, як з Александрії вигнали іноземних вчених. За свідченням Плутарха, існуванню Пергамської бібліотеки поклав кінець Марк Антоній. В 43 році до н. е. він передав Клеопатрі для Александрійської бібліотеки всі 200 тис. книг, що були його весільним подарунком. Певна річ, будь-яких індексів та каталогів, які підтверджували або спростовували це свідчення та повідомляли б про точний розмір та склад бібліотеки, не збереглося. Октавіан Август після поразки римлян у битві при Акції в 31 р. до н. е., повернув деякі книги до Пергамону. Після того, як Аттал III заповів своє царство Римській імперії, імператор Траян і Адріан продовжили опікуватися бібліотекою.
Пергамська бібліотека була пошкоджена разом з рештою міста під час землетрусу 262 року. Вона ще діяла в перші роки Візантійської імперії у IV ст. Остаточна доля бібліотеки невідома. Найімовірніше, її фонди вивезли з Пергама. Руїни Пергама розкопав у 1869 році Карл Гуманн. Багато артефактів виставлено в Пергамському музеї.

## Пергамент

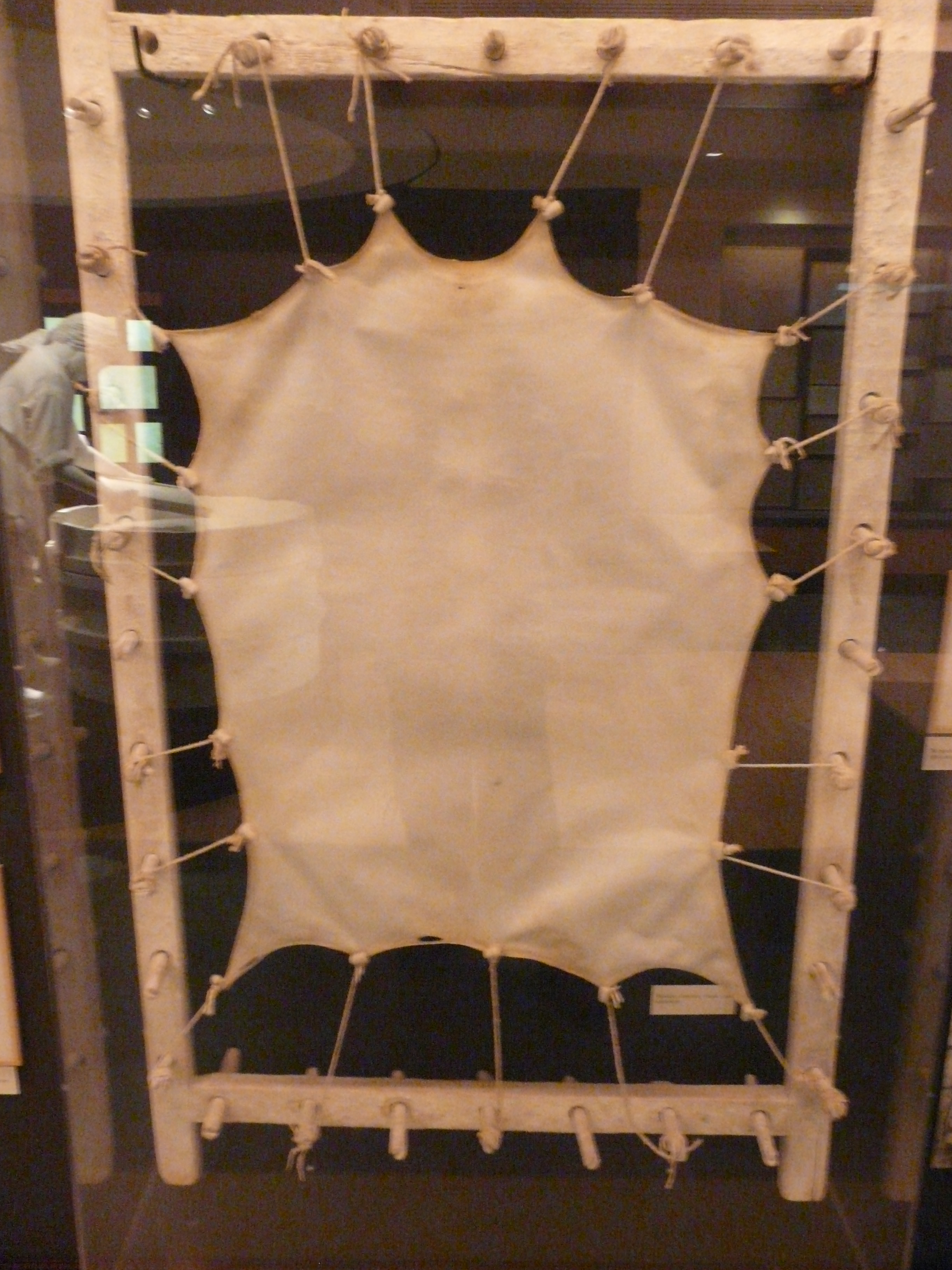
Сушіння шкіри для пергаменту

Поширення та сама назва пергаменту пов'язана з Пергамською бібліотекою. Сам матеріал був відомий єгиптянам і на сувоях із нього записувалися деякі тексти. Однак, єгиптяни здебільшого користувалися сувоями з папіруса, якого багато росло в їхній країні. Починаючи з VI ст. до н. е. на пергаменті іноді писали ассирійці, вавилоняни та євреї.
Коли Птолемей V заборонив експорт папірусу з Єгипту, Євмен II наказав знайти альтернативний матеріал для письма. Так почалася розробка технології виробництва пергаменту, який робили з тонких шматків овечої або козячої шкіри. Попри свою дорожнечу, пергамент зменшив залежність інших країн від експорту єгипетських папірусів. Надалі цей винахід зіграв величезну роль у збереженні античної культури та розповсюдженні європейської науки й культури загалом.